# Lethe vanda
Lethe vanda är en fjärilsart som beskrevs av Corbet 1941. Lethe vanda ingår i släktet Lethe och familjen praktfjärilar. Inga underarter finns listade i Catalogue of Life.